# Gendarmeriegebäude Wiesenbach (Pöttmes)

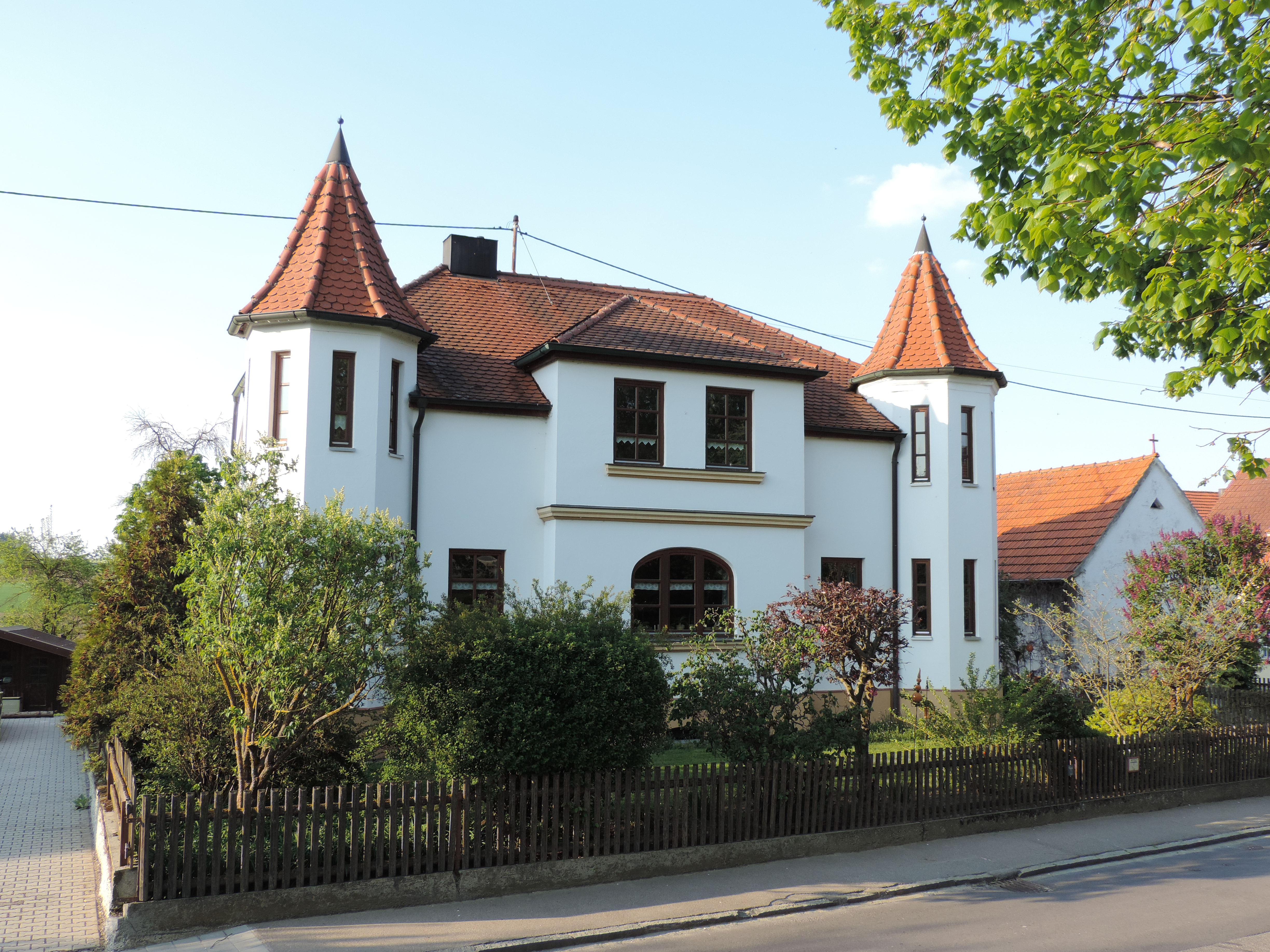
Ehemaliges Gendarmeriegebäude in Wiesenbach

Das Gendarmeriegebäude in Wiesenbach, einem Gemeindeteil von Pöttmes im schwäbischen Landkreis Aichach-Friedberg in Bayern, wurde 1914 errichtet. Das ehemalige Gebäude der Gendarmerie, die 1812 im Königreich Bayern gegründet wurde, hat die Adresse Baarer Straße 26 und ist ein geschütztes Baudenkmal.
Der zweigeschossige Walmdachbau mit Mittelrisalit hat polygonale Ecktürme, die von Spitzhelmen bekrönt werden.